# Дно
Дно (рус. Дно) насељено је место са административним статусом града на западу европског дела Руске Федерације. Налази се у источном делу Псковске области и административно припада Дновском општинском рејону чији је уједно и административни центар.
Према проценама националне статистичке службе за 2015. у граду је живело 8.089 становника или око 70% од укупне рејонске администрације.
Важно је железничко раскршће где се пресецају железничке линије Псков—Москва и Санкт Петербург—Витепск.

## Географија
Град Дно налази се у источном делу Псковске области на подручју Хиловске низије, на око 113 километара источно од града Пскова и на 123 километра југозападно од Великог Новгорода. Лежи на надморској висини од 70 m.

## Историја
У писаним изворима с почетка XV века на подручју око савременог града постојала су села Дно Бољшоје и Донце Мењшоје (Велико и Мало Дно). Од средине XVI века губе се подаци о селу Донце, а верује се да је село опустело након велике епидемије куге која је опустошила то подручје 1550. године. Према подацима из 1576. у Великом Дну постојала су 33 домаћинства. У документима из XVIII века село се помиње под именом Доншчина.
Савремено насеље основано је 1897. године, а његов настанак везан је уз градњуу железничке пруге која је пролазила тим подручјем. Године 1925. Дно добија званичан административни статус града, а две године касније постаје седиште истоименог општинског рејона.

## Демографија
Према подацима са пописа становништва 2010. у граду је живело 9.061 становника, док је према проценама националне статистичке службе за 2015. град имао 8.089 становника.
| 1939. | 1959.  | 1970.  | 1979.  | 1989.  | 2002.  | 2010. | 2015. |
| ----- | ------ | ------ | ------ | ------ | ------ | ----- | ----- |
| ---   | 11.664 | 11.693 | 11.751 | 12.149 | 10.049 | 9.061 | 8.089 |

## Дновски аеродром
Некадашњи војни аеродром Гривочки налазио се 4 километра јужно од града. Аеродром је био у власништву Ратног ваздухопловства Совјетског Савеза, а након што је у јуну 1941. подручје окупирано од стране фашистичких немачких трупа аеродром су користиле јединице Луфтвафеа. Приликом повлачења са тог подручја 1944. године припадници Вермахта у потпуности су уништили аеродром који од тада никада није обновљен.